# Seznam členů Black Sabbath

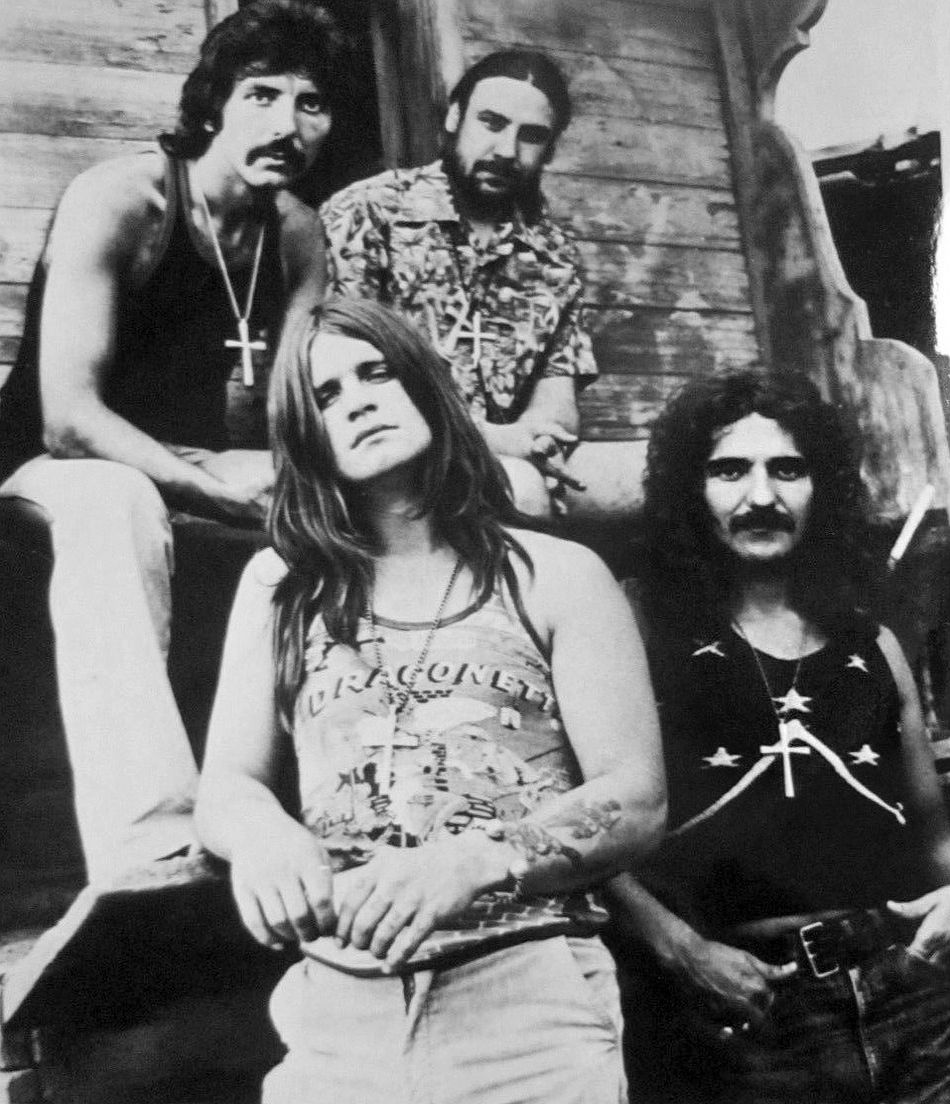
Black Sabbath v nejstarší sestavě

Toto je seznam všech členů skupiny Black Sabbath, kteří ve skupině působili v letech 1968 až 2025.

## Podle let
| 1968–1979 | - Ozzy Osbourne – zpěv - Tony Iommi – kytara - Geezer Butler – baskytara - Bill Ward – bicí                                                                         |
| 1979–1980 | - Ronnie James Dio – zpěv - Tony Iommi – kytara - Geezer Butler – baskytara - Bill Ward – bicí                                                                      |
| 1980–1982 | - Ronnie James Dio – zpěv - Tony Iommi – kytara - Geezer Butler – baskytara - Vinny Appice – bicí                                                                   |
| 1982–1983 | - Ian Gillan – zpěv - Tony Iommi – kytara - Geezer Butler – baskytara - Bill Ward – bicí                                                                            |
| 1983–1984 | - Ian Gillan – zpěv - Tony Iommi – kytara - Geezer Butler – baskytara - Bev Bevan – bicí                                                                            |
| 1984–1985 | - David Donato – zpěv - Tony Iommi – kytara - Geezer Butler – baskytara - Bill Ward – bicí                                                                          |
| 1985–1986 | - Glenn Hughes – zpěv - Tony Iommi – kytara - Geoff Nicholls – klávesy - Dave Spitz – baskytara - Eric Singer – bicí                                                |
| 1986–1987 | - Ray Gillen – zpěv - Tony Iommi – kytara - Geoff Nicholls – klávesy - Dave Spitz – baskytara - Eric Singer – bicí                                                  |
| 1987      | - Tony Martin – zpěv - Tony Iommi – kytara - Geoff Nicholls – klávesy - Dave Spitz – baskytara - Bob Daisley – baskytara - Eric Singer – bicí - Bev Bevan – perkuse |
| 1987–1988 | - Tony Martin – zpěv - Tony Iommi – kytara - Geoff Nicholls – klávesy - Jo Burt – baskytara - Terry Chimes – bicí                                                   |
| 1988–1989 | - Tony Martin – zpěv - Tony Iommi – kytara - Geoff Nicholls – klávesy - Laurence Cottle – baskytara - Cozy Powell – bicí                                            |
| 1989–1991 | - Tony Martin – zpěv - Tony Iommi – kytara - Geoff Nicholls – klávesy - Neil Murray – baskytara - Cozy Powell – bicí                                                |
| 1991–1992 | - Ronnie James Dio – zpěv - Tony Iommi – kytara - Geezer Butler – baskytara - Vinny Appice – bicí                                                                   |
| 1992–1994 | - Tony Martin – zpěv - Tony Iommi – kytara - Geoff Nicholls – klávesy - Geezer Butler – baskytara - Bobby Rondinelli – bicí                                         |
| 1994–1995 | - Tony Martin – zpěv - Tony Iommi – kytara - Geoff Nicholls – klávesy - Neil Murray – baskytara - Cozy Powell – bicí                                                |
| 1995–1997 | - Tony Martin – zpěv - Tony Iommi – kytara - Geoff Nicholls – klávesy - Neil Murray – baskytara - Bobby Rondinelli – bicí                                           |
| 1997–1998 | - Ozzy Osbourne – zpěv - Tony Iommi – kytara - Geezer Butler – baskytara - Bill Ward – bicí - Geoff Nicholls – klávesy                                              |
| 1998      | - Ozzy Osbourne – zpěv - Tony Iommi – kytara - Geezer Butler – baskytara - Vinny Appice – bicí - Geoff Nicholls – klávesy                                           |
| 1998–2006 | - Ozzy Osbourne – zpěv - Tony Iommi – kytara - Geezer Butler – baskytara - Bill Ward – bicí - Adam Wakeman – klávesy                                                |
| 2006–2011 | rozpad skupiny |
| 2011–2012 | - Ozzy Osbourne – zpěv - Tony Iommi – kytara - Geezer Butler – baskytara - Bill Ward – bicí                                                                         |
| 2012–2017 | - Ozzy Osbourne – zpěv - Tony Iommi – kytara - Geezer Butler – baskytara - Tommy Clufetos – bicí                                                                    |
| 2025      | Ozzy Osbourne - zpěv Tony Iommi - kytara Geezer Butler - baskytara Bill Ward - bicí                                                                                 |

## Podle nástroje

### Zpěv
- Ozzy Osbourne (1969–1977, 1978–1979, 1985, 1997–2006, 2011–2017, 2022)
- Dave Walker (1977–1978)
- Ronnie James Dio (1979–1983, 1991–1992)
- Ian Gillan (1982–1984)
- David Donato (1984–1985)
- Glenn Hughes (1985–1986)
- Ray Gillen (1986–1987)
- Tony Martin (1987–1991, 1992–1997)
- Rob Halford (1992, 2004) – hostující člen na dvě vystoupení

### Kytara
- Tony Iommi (1969–2006, 2011–2017, 2022)

### Baskytara
- Geezer Butler (1969–1985, 1991–1994, 1997–2006, 2011–2017)
- Dave Spitz (1985–1986, 1987)
- Bob Daisley (1986)
- Jo Burt (1987–1988)
- Laurence Cottle (1988–1989)
- Neil Murray (1989–1991, 1994–1997)
- Adam Wakeman (2022) – hostující člen na jedno vystoupení

### Klávesy
- Geoff Nicholls (1985–1991, 1992–1997)
- Adam Wakeman (2004–2006, 2012–2017) – hostující člen na turné

### Bicí
- Bill Ward (1969–1980, 1982–1983, 1984–1985, 1994, 1997–1998, 1999–2006, 2011–2012)
- Vinny Appice (1980–1982, 1991–1992, 1998)
- Bev Bevan (1983–1984, 1987)
- Eric Singer (1985–1986)
- Terry Chimes (1987–1988)
- Cozy Powell (1988–1991, 1994–95)
- Bobby Rondinelli (1992–1994, 1995–1997)
- Mike Bordin (1997) – hostující člen na turné
- Tommy Clufetos (2012–2017, 2022) – hostující člen na turné

## Podle alb
| Role    | Album                | Album           | Album                    | Album         | Album                         | Album           | Album                    | Album                 | Album                  | Album            | Album             | Album               | Album                   | Album                 | Album          | Album              | Album                 | Album            | Album                                            | Album         | Album          |
| Role    | Black Sabbath (1970) | Paranoid (1970) | Master of Reality (1971) | Vol. 4 (1972) | Sabbath Bloody Sabbath (1973) | Sabotage (1975) | Technical Ecstasy (1976) | Never Say Die! (1979) | Heaven and Hell (1980) | Mob Rules (1981) | Born Again (1983) | Seventh Star (1986) | The Eternal Idol (1987) | Headless Cross (1989) | Tyr (1990)     | Dehumanizer (1992) | Cross Purposes (1994) | Forbidden (1995) | The Devil You Know (jako Heaven and Hell) (2009) | 13 (2013)     | The End (2016) |
| ------- | -------------------- | --------------- | ------------------------ | ------------- | ----------------------------- | --------------- | ------------------------ | --------------------- | ---------------------- | ---------------- | ----------------- | ------------------- | ----------------------- | --------------------- | -------------- | ------------------ | --------------------- | ---------------- | ------------------------------------------------ | ------------- | -------------- |
| Zpěv    | Ozzy Osbourne        | Ozzy Osbourne   | Ozzy Osbourne            | Ozzy Osbourne | Ozzy Osbourne                 | Ozzy Osbourne   | Ozzy Osbourne            | Ozzy Osbourne         | Ronnie James Dio       | Ronnie James Dio | Ian Gillan        | Glenn Hughes        | Tony Martin             | Tony Martin           | Tony Martin    | Ronnie James Dio   | Tony Martin           | Tony Martin      | Ronnie James Dio                                 | Ozzy Osbourne | Ozzy Osbourne  |
| Kytary  | Tony Iommi           | Tony Iommi      | Tony Iommi               | Tony Iommi    | Tony Iommi                    | Tony Iommi      | Tony Iommi               | Tony Iommi            | Tony Iommi             | Tony Iommi       | Tony Iommi        | Tony Iommi          | Tony Iommi              | Tony Iommi            | Tony Iommi     | Tony Iommi         | Tony Iommi            | Tony Iommi       | Tony Iommi                                       | Tony Iommi    | Tony Iommi     |
| Basa    | Geezer Butler        | Geezer Butler   | Geezer Butler            | Geezer Butler | Geezer Butler                 | Geezer Butler   | Geezer Butler            | Geezer Butler         | Geezer Butler          | Geezer Butler    | Geezer Butler     | Dave Spitz          | Bob Daisley             | Laurence Cottle       | Neil Murray    | Geezer Butler      | Geezer Butler         | Neil Murray      | Geezer Butler                                    | Geezer Butler | Geezer Butler  |
| Bicí    | Bill Ward            | Bill Ward       | Bill Ward                | Bill Ward     | Bill Ward                     | Bill Ward       | Bill Ward                | Bill Ward             | Bill Ward              | Vinny Appice     | Bill Ward         | Eric Singer         | Eric Singer             | Cozy Powell           | Cozy Powell    | Vinny Appice       | Bobby Rondinelli      | Cozy Powell      | Vinny Appice                                     | Brad Wilk     | Brad Wilk      |
| Klávesy | Nejsou               | Nejsou          | Tony Iommi               | Tony Iommi    | Tony Iommi                    | Tony Iommi      | Tony Iommi               | Gerald Woodroffe      | Geoff Nicholls         | Geoff Nicholls   | Geoff Nicholls    | Geoff Nicholls      | Geoff Nicholls          | Geoff Nicholls        | Geoff Nicholls | Geoff Nicholls     | Geoff Nicholls        | Geoff Nicholls   | Mike Exeter                                      | Nejsou        | Nejsou         |